# Gare de Colombier-Fontaine
Gare de Colombier-Fontaine – przystanek kolejowy w Colombier-Fontaine, w departamencie Doubs, w regionie Burgundia-Franche-Comté, we Francji.
Jest przystankiem kolejowym Société nationale des chemins de fer français (SNCF), obsługiwanym przez pociągi TER Franche-Comté.